# 普雷勒和蒂耶尔尼
普雷勒和蒂耶尔尼（法語：Presles-et-Thierny，法語發音：[pʁɛl e tjɛʁni]）是法国上法兰西大区埃纳省的一个市镇，位于该省中部，属于拉昂区。

## 地理
普雷勒和蒂耶尔尼（49°30'28"N, 3°37'37"E）面积8.33 平方千米，位于法国上法蘭西大區埃纳省，该省份为法国北部内陆省份，北起北部省，西接索姆省和瓦兹省，东临阿登省和马恩省，西南至塞纳-马恩省，东北部与比利时接壤。
与普雷勒和蒂耶尔尼接壤的市镇（或旧市镇、城区）包括：布吕耶尔和蒙贝罗、希维莱塞图韦勒、拉昂、列尔瓦勒、蒙特诺、努维永勒维讷、沃尔日。

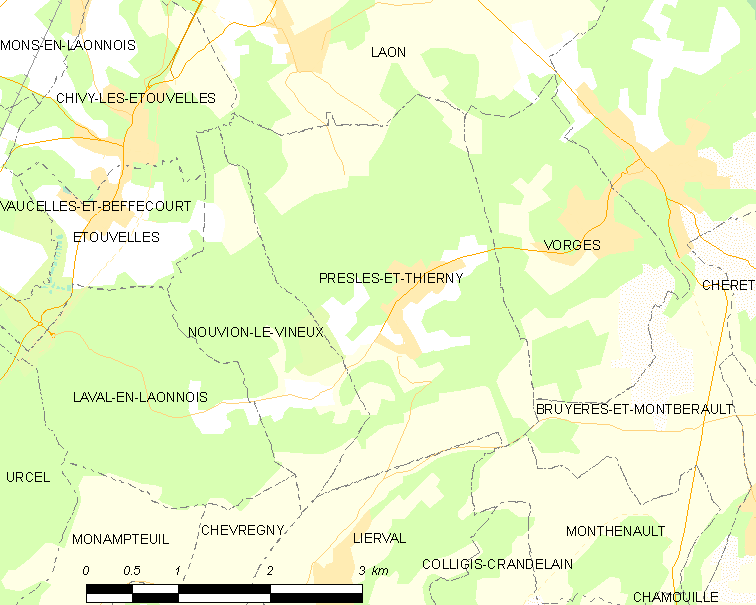
普雷勒和蒂耶尔尼的OSM定位图

普雷勒和蒂耶尔尼的时区为UTC+01:00、UTC+02:00（夏令时）。

## 行政
普雷勒和蒂耶尔尼的邮政编码为02860，INSEE市镇编码为02621。

## 政治
普雷勒和蒂耶尔尼所属的省级选区为拉昂第二县。

## 人口

1962-2008年间普雷勒和蒂耶尔尼人口变化图示

普雷勒和蒂耶尔尼于2022年1月1日时的人口数量为400人。